# Kraftwerk Rucúe
Das Kraftwerk Rucúe (spanisch Central [hidroeléctrica] Rucúe) ist ein Ausleitungskraftwerk am Río de La Laja in Chile. Das Kraftwerk liegt in der Region VIII, ungefähr 60 km östlich der Stadt Los Ángeles. Ca. 15 km flussaufwärts befindet sich das Kraftwerk Antuco. Ungefähr 7 km flussabwärts liegt das Kraftwerk Quilleco.
Das Kraftwerk ging 1998 in Betrieb. Es ist im Besitz der Colbún S.A. und wird auch von Colbún betrieben.

## Absperrbauwerk
Am Río de La Laja wurde ungefähr 5 km unterhalb vom Auslauf des Kraftwerks Antuco eine Stauanlage errichtet, die das Wasser des Laja in einen Kanal ausleitet und zum ca. 15 km entfernten Kraftwerk Rucúe führt.

## Kraftwerk
Das Kraftwerk Rucúe verfügt über eine installierte Leistung von 178 MW. Die durchschnittliche Jahreserzeugung schwankt: sie lag im Jahre 2008 bei 0,888 Mrd. kWh und im Jahre 2009 bei 1,017 Mrd. kWh.
Die beiden Maschinen des Kraftwerks wurden 1998 in Betrieb genommen. Die Francis-Turbinen leisten jede maximal 89 MW.